# Lipówka (obwód winnicki)
Lipówka (ukr. Липівка) – wieś na Ukrainie, w obwodzie winnickim, w rejonie tulczyńskim.
W czasach Rzeczypospolitej wieś leżała w województwie bracławskim. Odpadła od Polski w wyniku II rozbioru.
Do 2020 w rejonie tomaszpolskim.